# G.719
G.719 ist ein von der ITU-T standardisierter Audio-Codec, der die Kodierung von Breitband-Audiosignalen (20 kHz Audio-Bandbreite, 48 kHz Abtastrate) bei hoher Qualität und mäßig hoher Bitrate (32 bis 128 kbit/s) bei niedrigem Berechnungsaufwand ermöglicht. Er wurde in einer Zusammenarbeit von Polycom und Ericsson erstellt.
G.719 vereinigt Codec-Technik von Ericsson und Elemente von Polycoms Siren-Codecs, welche seit vielen Jahren in Videokonferenz-Systemen verwendet worden sind. Er wurde am 13. Juni 2008 als die ITU-T-Empfehlung „G.719“ anerkannt.
G.719 ist sowohl auf Sprach- als auch auf Musiksignale ausgelegt. Es basiert auf Transformationskodierung mit anpassungsfähiger Zeitauflösung, anpassungsfähiger Bit-Zuweisung und komplexitätsarmer Gittervektor-Quantisierung. Der Berechnungsaufwand ist recht niedrig (18 Gleitkomma-MIPS) für einen effizienten hochwertigen Audiokompressor. Der Codec arbeitet mit 20-Millisekunden-Blöcken und die algorithmische Verzögerung von Ende zu Ende beträgt 40 Millisekunden. Das Eingabesignal für den Kodierer und Ausgabe des Dekodierers sind mit 48 kHz abgetastet.
Zusätzlich zu den Nenn-Bitraten von 32, 48 und 64 kbit/s ist der G.719-Codec zu flexibler Bitratenwahl fähig. Tatsächlich kann er die Bitrate in Schritten von 4 kbit/s zwischen 32 und 64 kbit/s anpassen. Weiterhin kann der Codec auch höhere Bitraten bis hinauf zu 128 kbit/s verwenden.
Der Zusatz 1 zur G.719-Spezifikation der ITU-T definiert die Nutzung des ISO base media file format (ISO/IEC 14496-12, auch bekannt als MPEG-4 Part 12) als Container-Format für G.719-Datenströme. Sie definiert auch Stereo- und Mehrkanalnutzung von G.719-Datenströmen innerhalb des ISO base media file format. Es behandelt auch Anwendungsfälle für den Codec jenseits von Gesprächen (zum Beispiel Warteschleifenmusik und Aufzeichnung von Telephonkonferenz-Sitzungen, Sprachnachrichten). Daher können Multimedia-Dateiformate wie MP4 (audio/mp4 oder video/mp4) und 3gp (audio/3GPP und video/3GPP) G.719-kodiertes Audio-Material enthalten.
RFC 5404 definiert den Media Type audio/G719.

## Lizenzierung
G.719 wird von Polycom Inc. und von Ericsson lizenziert; beide Lizenzen sind für die Nutzung erforderlich. Polycom-Lizenznehmer erhalten auch das Recht zur Nutzung von G.722.1 (Siren7, Polycoms 7-kHz-Codec) und G.722.1 Annex C (Siren14, das 14-kHz-Pendant).